# Guram Minaschvili
Guram Minaschvill (en georgiano გურამ მინაშვილი) (Tiflis, 22 de noviembre de 1935 - Tiflis, 1 de marzo de 2015) fue un baloncestista soviético. Consiguió 5 medallas en competiciones internacionales con la Unión Soviética. 

## Palmarés
- Copa de Europa: 1

Dinamo Tbilisi:  1961-62.